# Futura Volley Busto Arsizio 2010-2011
Questa voce raccoglie le informazioni riguardanti la Futura Volley Busto Arsizio nelle competizioni ufficiali della stagione 2010-2011.

## Organigramma societario
Area direttiva
- Presidente: Michele Forte

Area tecnica
- Allenatore: Carlo Parisi
- Allenatore in seconda: Mariela Codaro
- Addetto statistiche: Marco Musso
- Mental Coach: Omar Beltran

Area sanitaria
- Medico: Nadia Brogioli
- Preparatore atletico: Ezio Bramard
- Fisioterapista: Michele Forte
- Massaggiatore: Marco Forte

## Rosa
| N° | Nome               | Ruolo | Data di nascita  | Nazionalità sportiva |
| -- | ------------------ | ----- | ---------------- | -------------------- |
| 1  | Luna Carocci       | L     | 10 luglio 1988   | Italia               |
| 2  | Aneta Havlíčková   | O     | 3 luglio 1987    | Rep. Ceca            |
| 4  | Federica Valeriano | S     | 15 ottobre 1985  | Italia               |
| 5  | Mi-Na Kim          | P     | 4 febbraio 1984  | Italia               |
| 7  | Francesca Marcon   | S     | 9 luglio 1983    | Italia               |
| 8  | Christina Bauer    | C     | 1º gennaio 1988  | Francia              |
| 9  | Floortje Meijners  | S     | 16 gennaio 1987  | Paesi Bassi          |
| 10 | Barbara Campanari  | C     | 4 febbraio 1980  | Italia               |
| 13 | Valentina Serena   | P     | 10 novembre 1981 | Italia               |
| 14 | Lucia Crisanti     | C     | 16 marzo 1986    | Italia               |
| 16 | Helena Havelková   | S     | 25 luglio 1988   | Rep. Ceca            |